# بنینگ لوئیس رنچ
بنینگ لوئیس رنچ (به انگلیسی: Banning Lewis Ranch) یک مزرعه (محل) در ایالات متحده آمریکا است که در کلرادو واقع شده‌است.